# Водовод
Водовод је врста цевовода која служи за транспорт пијаће воде. Први водоводи тј. акведукти, настали су у доба Римљана пре око два миленијума, док су у Кини први такви сазидани око 200. године п. н. е.
Данас је водовод главни вид транспорта воде и не може се замислити ниједно насеље које неме саграђену мрежу подземних цеви овакве намене.
Водовод функционише на принципу спојених судова. На местима које се налазе на вишој надморској висини, притисак је нижи и обрнуто.